# Elsterbecken

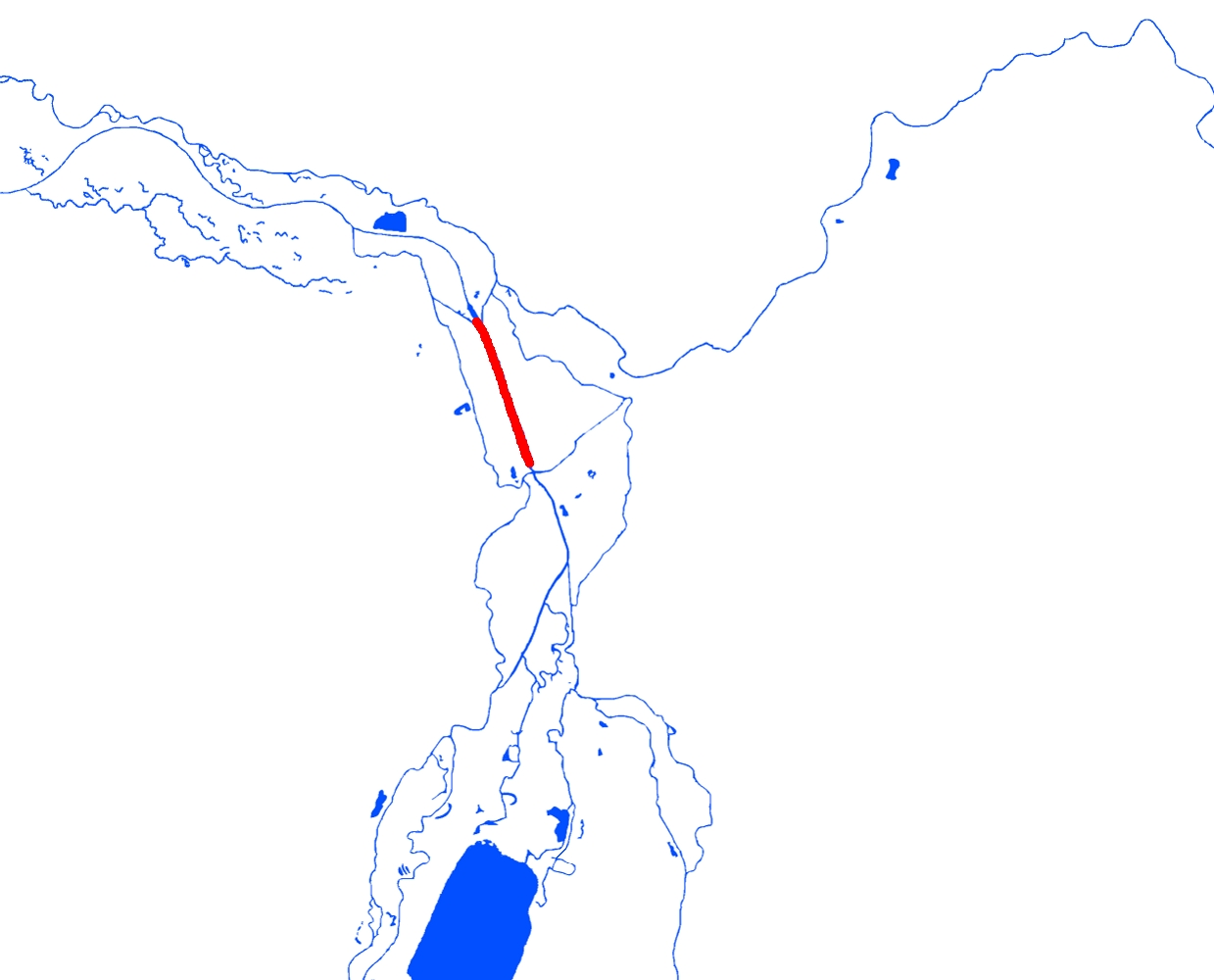
Das Elsterbecken (rot dargestellt) im Leipziger Gewässerknoten

Das Elsterbecken ist ein künstlich geschaffenes Flussbecken in Leipzig.

## Lage und Größe
Das 2.650 m lange Elsterbecken erstreckt sich westlich der Leipziger Altstadt vom Palmengartenwehr (auch: Oberes Elsterwehr) bis zum Unteren Elsterwehr im Auenwald. Es weist eine Breite von 155 m auf, die Höhe des Wasserspiegels liegt zwischen 104,4 m ü.NN am Palmengartenwehr und 104,3 m ü.NN am Unteren Elsterwehr.
Das Becken wird an seinem südlichen Ende über das Palmengartenwehr aus dem Wasser von Weißer Elster und Elsterflutbett gespeist. Am nördlichen Ende des Beckens befinden sich drei Abflüsse: links beginnt am Nahlewehr die Nahle, die Neue Elster zweigt über das Untere Elsterwehr rechts aus dem Becken ab, während die normalerweise größte Wassermenge mittig über das Luppewehr als Neue Luppe abfließt.
Das Elsterbecken ist zusammen mit der Weißen Elster ein Fließgewässer I. Ordnung.

## Geschichte

### Historische Geländesituation

Das Gelände des späteren Elsterbeckens auf einem Stadtplan von 1867.

Bis zum Bau des Elsterbeckens erstreckten sich auf dem Gelände weite Wiesen, die in Anlehnung an das auf der Ausfallstraße nach Westen zu passierende Frankfurter Tor auch die Frankfurter Wiesen genannt wurden. Die Wiesenfläche war von zahlreichen kleinen Tümpeln und Lachen durchsetzt und mit Baumgruppen und Büschen bewachsen. Ein durchgängiger Wasserlauf bestand auf dem Gelände jedoch nicht. Der Flusslauf der in diesem Abschnitt Alte Elster genannten Weißen Elster befand sich zu dieser Zeit noch an der unmittelbaren westlichen Außengrenze des heutigen Waldstraßenviertels und damit einige hundert Meter östlich des späteren Elsterbeckens. Alte Elster und das weiter westlich gelegene Kuhburger Wasser verwandelten das gesamte Areal der Frankfurter Wiesen bei Hochwasser nicht selten in eine geschlossene Wasserfläche. Auf eine Bebauung des Geländes wurde deshalb verzichtet. Die einzige Ausnahme bildete die Ratsziegelei, deren Gebäude nördlich der heutigen Jahnallee errichtet wurden und die dort mehrere Tongruben unterhielt. Im Übrigen diente die Wiesenfläche als Viehweide. Ab den 1890er Jahren wurde ein Teil des Geländes zunehmend für Sport- und Freizeiteinrichtungen genutzt (Siehe auch: Sportforum Leipzig). Neben Anlagen eines Turn- und Sportvereins wurde der Palmengarten gestaltet und das Gelände der Kleinmesse erschlossen.

### Planung und Bau des Elsterbeckens 1850 bis 1925
Bereits seit den 1850er Jahren existierten Pläne, die Jahr für Jahr auftretenden Hochwasser einzudämmen. Hinsichtlich der konkreten Gestaltung des Hochwasserschutzes im Bereich der Frankfurter Wiesen herrschte allerdings über Jahrzehnte hinweg Streit. Zum Teil sprach man sich in Anlehnung an den Hamburger Alstersee für die Anlage mehrerer künstlicher Seen aus, teilweise wurde ein langgezogenes Wasserbecken befürwortet. Erst unter dem Eindruck des Jahrhunderthochwassers vom Februar 1909 einigten sich die Leipziger Stadtverordneten 1911 auf die Umgestaltung der Frankfurter Wiesen und den Bau des Elsterbeckens, mit dem im Juni 1913 begonnen wurde.
Geplant waren neben dem Aushub eines Wasserbeckens auch die Errichtung repräsentativer kommunaler Gebäude sowie Bauten für die Leipziger Messe, die zum neuen Stadtzentrum werden sollten. Die Kosten des Projekts sollten durch den Verkauf des durch die Regulierungsmaßnahmen gewonnenen Baulands refinanziert werden.
Kriegsbedingt wurde das Elsterbecken nicht wie ursprünglich geplant 1918, sondern erst 1925 fertiggestellt. Alte Elster und Kuhburger Wasser wurden daraufhin verfüllt. Das Elsterbecken überspannen seitdem zwei Brücken: die Zeppelinbrücke (erbaut 1913–1915 durch Hugo Licht) im Süden im Verlauf der Jahnallee und die Landauerbrücke (bis 1945: Hindenburgbrücke) im Norden im Zuge der Leutzscher Allee.
Noch 1925 begann die Abbaggerung von Schlamm aus dem Elsterbecken, der zur Auffüllung des umliegenden Areals sowie zur Anlage der Festwiese verwendet wurde. Nachdem im Zweiten Weltkrieg das Luppewehr beschädigt worden war, verlandete das Elsterbecken zunehmend. Diese Schlammmassen fanden nach Kriegsende beim Bau des nahe gelegenen Zentralstadions Verwendung.

### Palmengartenwehr
Das Palmengarten- oder Obere Elsterwehr wurde von dem Leipziger Architekten Georg Wünschmann entworfen und als Brückenbauwerk von ca. 50 m Länge und 5 m Breite errichtet sowie mit Granit verkleidet. Es hat zwei Rundbogen-Öffnungen von je 18 m Breite. In der Mitte der Wehrbrücke befindet sich das Gebäude, das den Antrieb für die Walzen des Wehrs beherbergt. Das Palmengartenwehr ist als kombiniertes Walzen-Schützen-Wehr inklusive seiner Aufbauten ein technisches Denkmal des Landes Sachsen.

## Heutige Situation und Planungen
Das Elsterbecken hat in weiten Teilen nur noch eine geringe Wassertiefe. Die Zuflüsse von Weißer Elster und Pleiße führen bis Leipzig bei einer relativ hohen Fließgeschwindigkeit einen großen Anteil an Sedimenten mit sich, die sich im Elsterbecken mit seiner deutlich geringeren Fließgeschwindigkeit absetzen. Die beim Bau des Beckens vorgesehene Wassertiefe von über 1,50 Meter hat sich daher in weiten Teilen des Beckens deutlich verringert. Nach größeren Hochwassern kommt es gelegentlich zur Verlandung und Inselbildung im Elsterbecken, zuletzt sehr markant nach dem Hochwasser im August 2002. In den folgenden Jahren wuchs auf diesen Inseln eine üppige Vegetation. 2005/2006 wurde das Becken wieder soweit ausgebaggert, dass es zwischen Elsterwehr und Zeppelinbrücke erneut vollständig und weiter flussabwärts weitgehend (mit Ausnahme der Uferbereiche) mit Wasser bedeckt ist. Erst mit dem Hochwasser 2013 wurden wieder 80.000 Tonnen Sedimente abgelagert, deren Ausbaggerung bis Anfang 2019 dauerte.
Seine ursprüngliche Funktion, im Hochwasserfall eine große Durchflussmenge durch Leipzig zu gewährleisten, kann das Elsterbecken mit so geringer Wassertiefe kaum noch erfüllen. Daher ist geplant, die verfüllte Alte Elster in leicht verändertem Lauf wieder als Hauptbett der Elster anzulegen und den teilweise verrohrten Elstermühlgraben wieder offenzulegen. Bei niedrigen und mittleren Wasserständen soll auf diesem Weg das ankommende sedimentreiche Wasser am Elsterbecken vorbei geleitet werden. Durch die höhere Fließgeschwindigkeit soll das Absetzen der Sedimente auf diesem Weg verhindert oder verringert werden.
Das Elsterbecken soll dann zu einem stehenden Gewässer werden. Zu diesem Zweck wurde das Luppewehr dahingehend umgebaut, dass es das Becken zur Neuen Luppe abschließen kann. Bei Hochwasser würde das Elsterbecken geflutet werden, das Luppewehr soll in diesem Fall nach unten gekippt werden, damit das Hochwasser schnell abfließen kann, verbunden mit der Hoffnung, dass mit dem Hochwasser auch ein Teil der im Elsterbecken abgelagerten Sedimente mit abtransportiert wird.
Kritik an den Planungen gibt es vom BUND. Die Alte Elster werde für den Hochwasserabfluss nicht benötigt. Die alleinige Fertigstellung des Elstermühlgrabens und die Umgestaltung des Elsterbeckens zur Flusslandschaft würden sich positiv auf die Artenvielfalt auswirken und seien außerdem wirtschaftlicher. Die Kosten für die Unterhaltung eines stehenden Elsterbeckens müsste die Stadt Leipzig tragen.

## Naherholung
Das Elsterbecken ist Teil des Korridors, der den südlichen und nördlichen Teil des Leipziger Auenwalds miteinander verbindet.
Beide Ufer werden häufig von Leipzigern und ihren Gästen besucht. Südlich der Zeppelinbrücke erstreckt sich zu beiden Seiten der Richard-Wagner-Hain.
Am rechten Ufer verläuft ein vielgenutzter Fuß- und Radweg, der im Teil nördlich der Zeppelinbrücke asphaltiert ist; südlich ist an diesem Ufer im Sommerhalbjahr ein Imbiss zu finden und seit 2013 eine kleine Pagode als Teil eines Kunstprojekts.

## Vogelschutzgebiet Elsterbecken
Das gesamte Elsterbecken ist Wasservogelschutzgebiet. Als Überwinterungsplatz hat es für Zwergtaucher, Sterntaucher, Eisente, Schwalbenmöwe, Trauerente und Singschwan überregionale Bedeutung.

## Biber im Elsterbecken
Seit 2015 wurden an den Bäumen insbesondere der westlichen Seite des Elsterbeckens zwischen Zeppelinbrücke und Landauer Brücke vermehrt Fraßspuren gefunden und auch gelegentlich Biber gesichtet. Es wird angenommen, dass sich zumindest 2 Biberfamilien in dem Gebiet angesiedelt haben. Im Laufe der Zeit haben die Biber bereits einen Großteil der ufernahen Bäume mit Durchmessern von bis zu 60 cm Stammdicke in dem Gebiet gefällt.

## Bilder

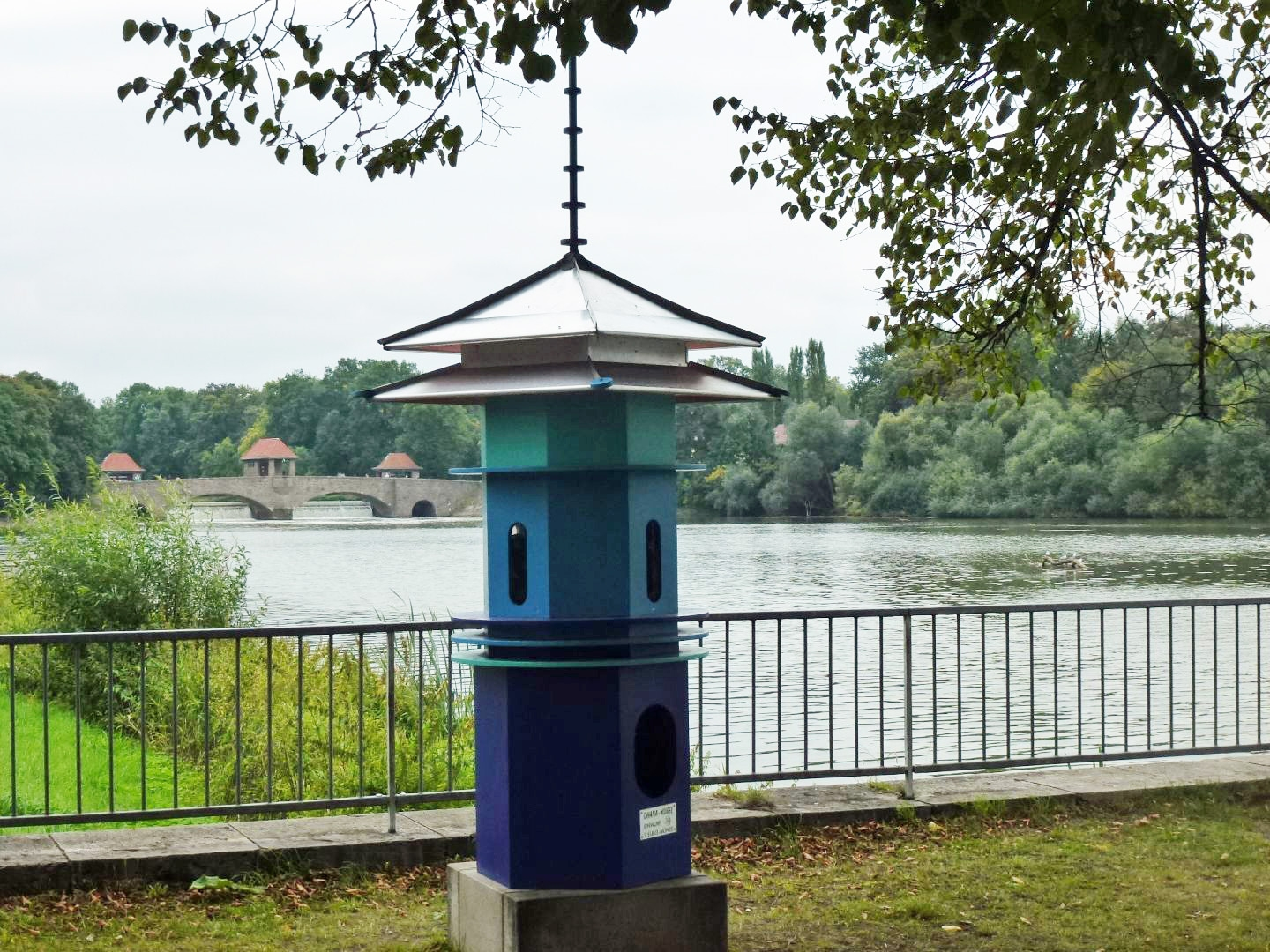
Kunstobjekt Pagode mit Ohana-Kugeln, im Hintergrund das Palmengartenwehr
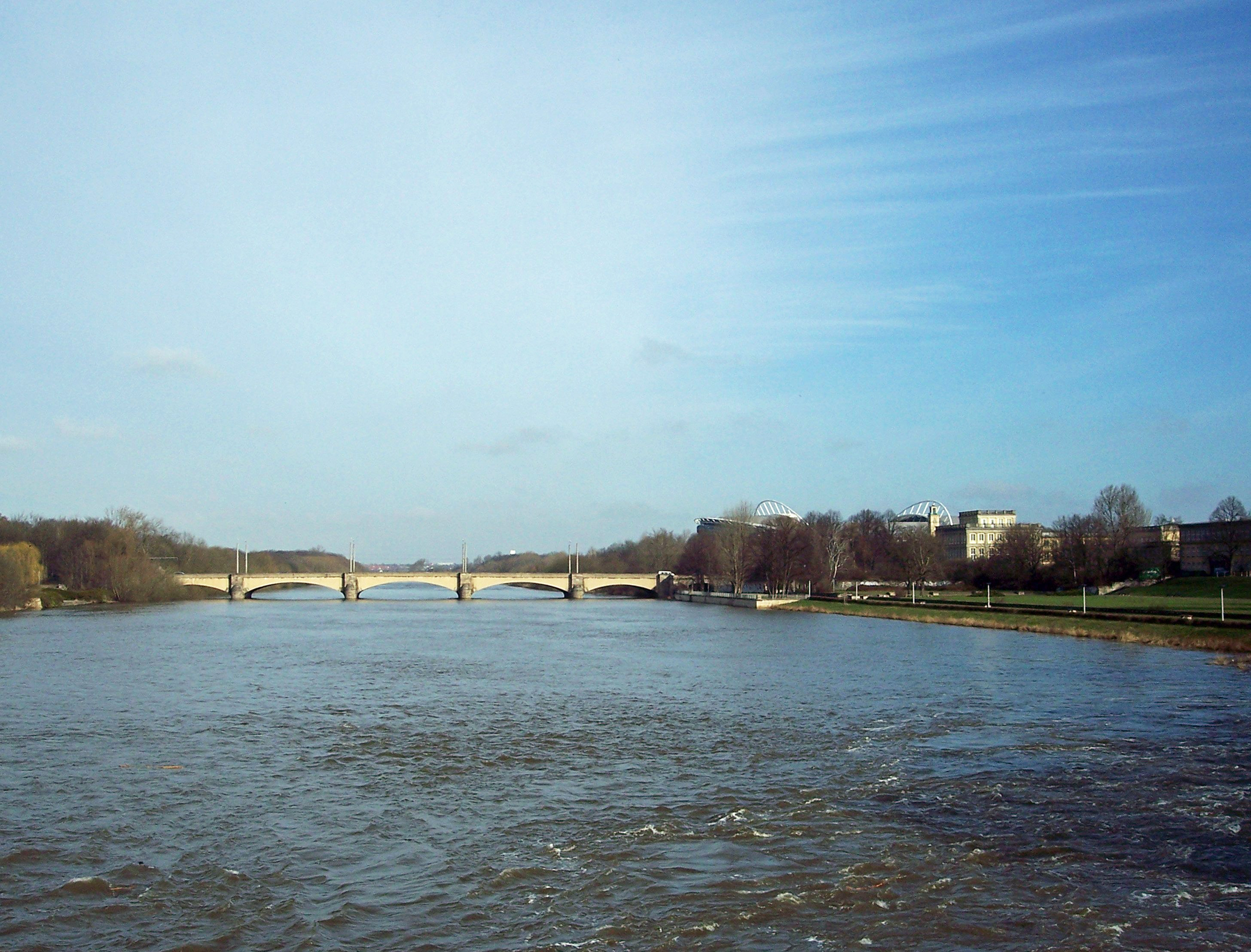
Elsterbecken mit Zeppelinbrücke, Blick vom Palmengartenwehr
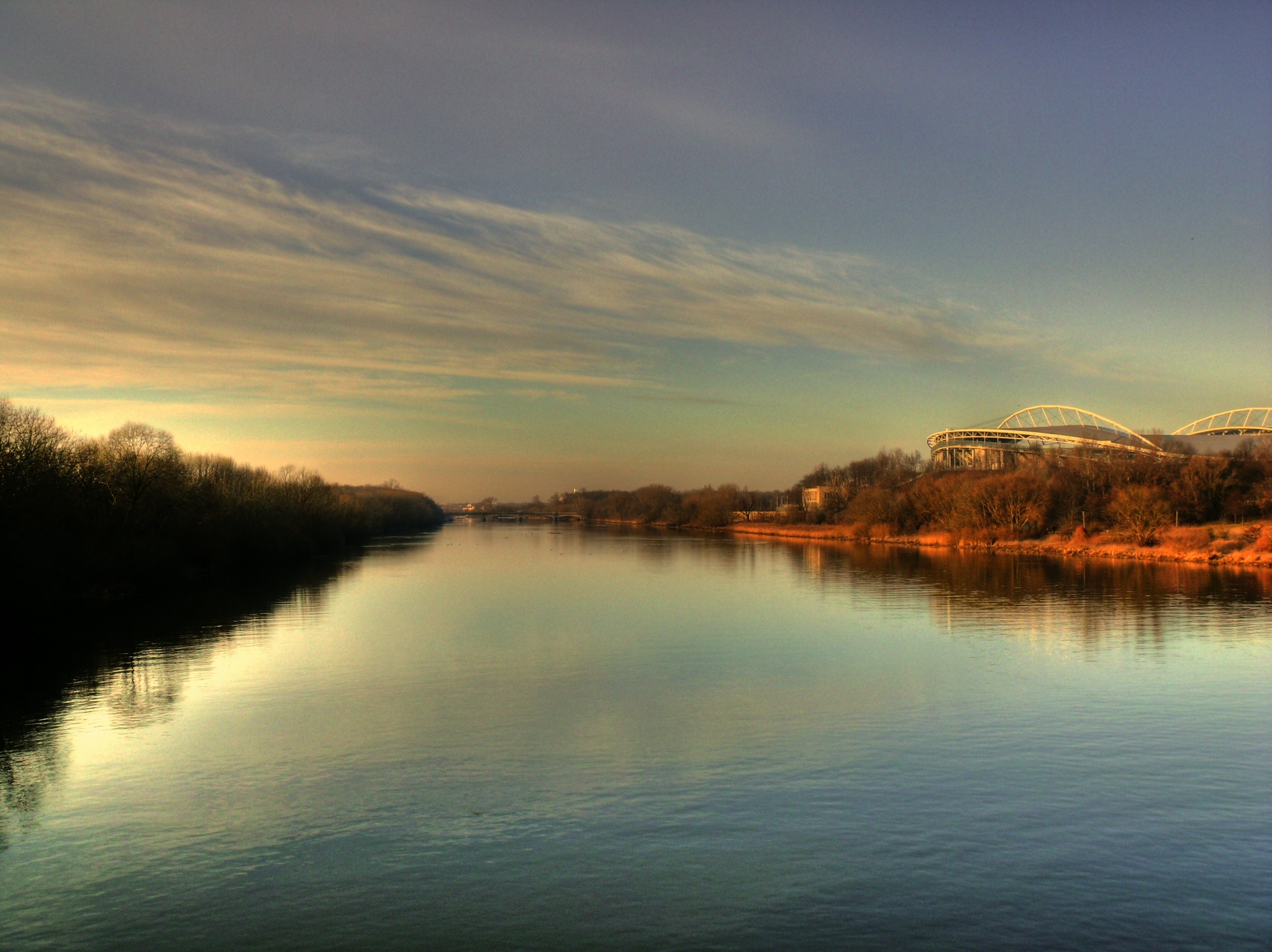
Blick von der Zeppelinbrücke auf das Elsterbecken. Am rechten Bildrand das heutige Zentralstadion
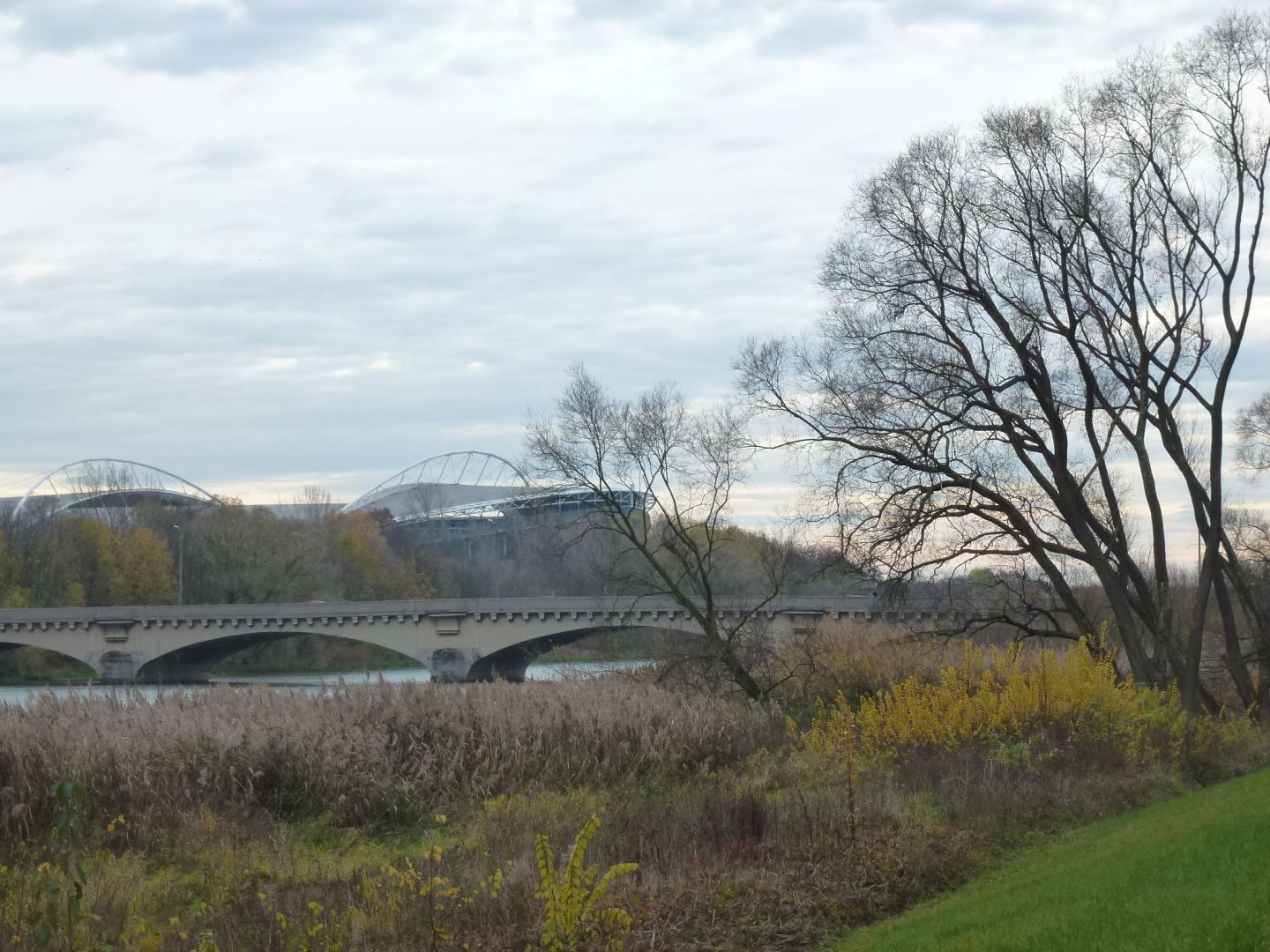
Landauerbrücke über das Elsterbecken, im Hintergrund das heutige Zentralstadion
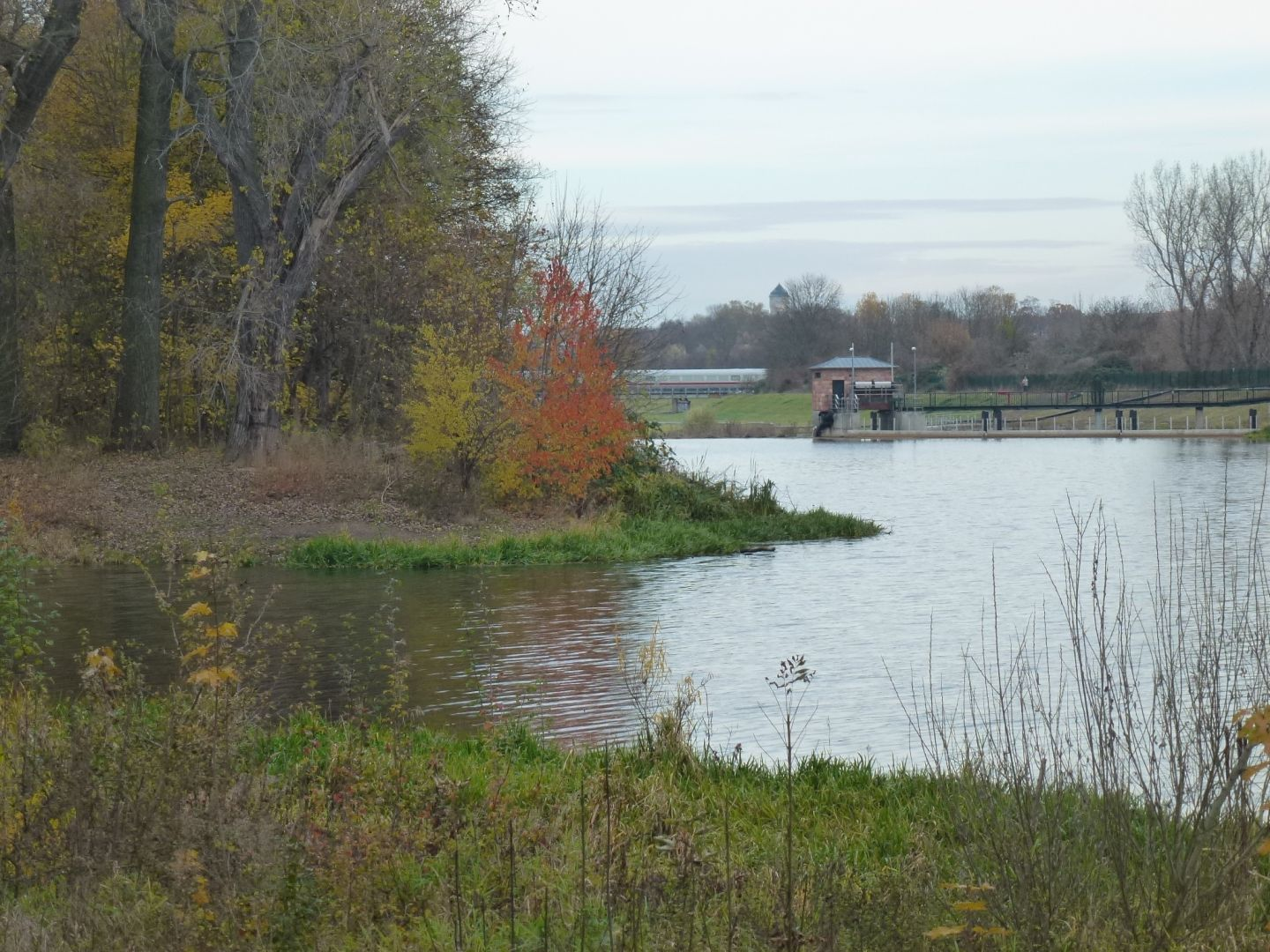
Abzweig der Nahle (links) vom Elsterbecken, im Hintergrund das Luppewehr und die Eisenbahnbrücke über die Neue Luppe
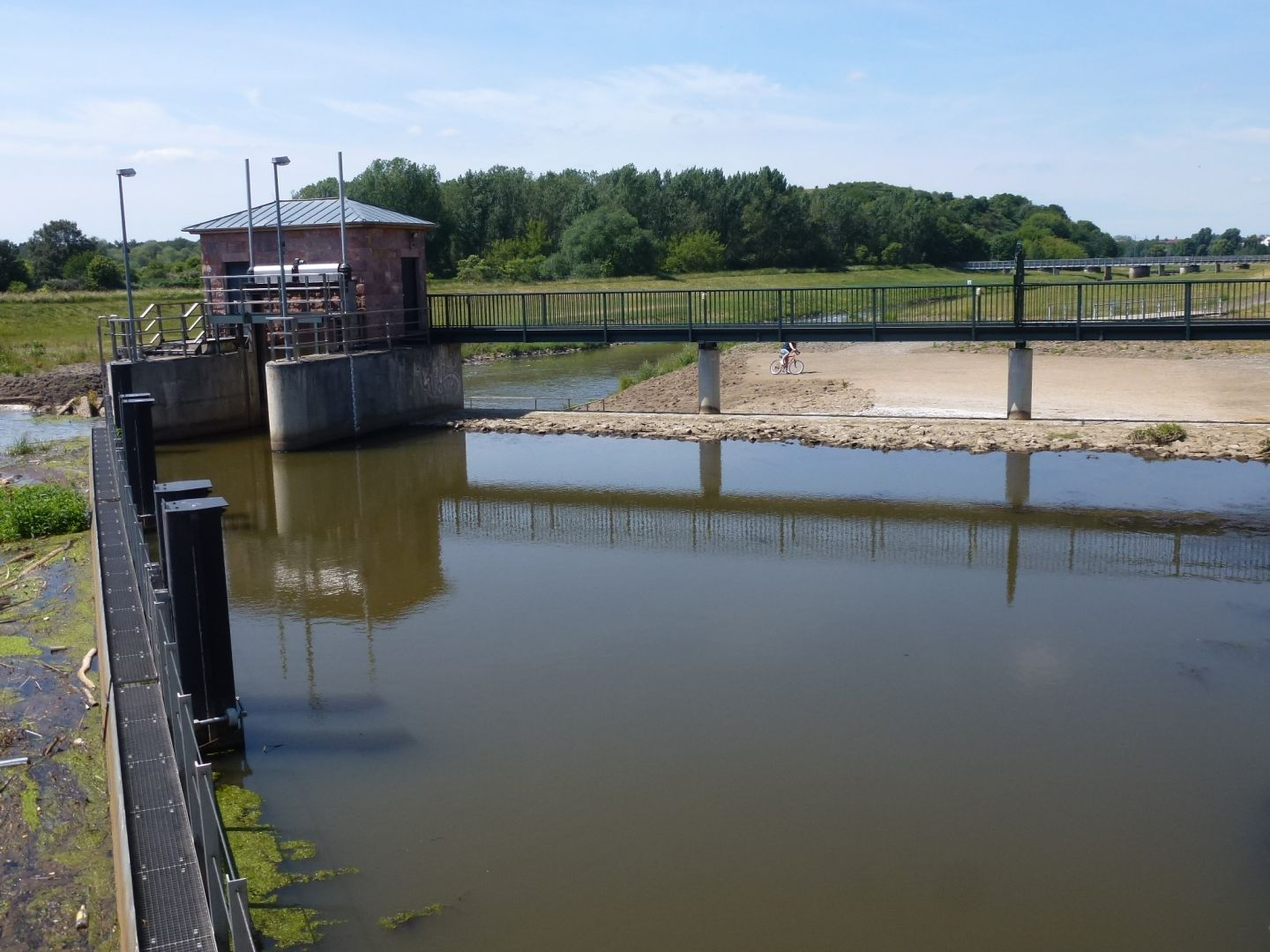
Wehr zwischen dem Elsterbecken und der Neuen Luppe